# Sattva
Sattva (devanāgarī: सत्त्व) est un terme sanskrit qui signifie notamment : « existence, réalité, nature, principe vital, intelligence, conscience, vérité ». Dans la philosophie du Sāṃkhya, sattva  est l'une des trois qualités (guṇa) de la nature matérielle ou vivante: l'essence sainte de la pureté et de la vérité, luminosité, élément de légèreté, de transparence.

## Sattva et les deux autres guna
Chaque guna a une couleur emblématique : sattva est blanc, rajas est rouge et enfin tamas est de couleur noire ou sombre,.
Dans le chapitre quatorze de la Bhagavad-Gītā, Krishna explique à Arjuna ce que sont les trois guṇa, qualités de Prakṛti à l'état manifesté. Outre sattva, les autres sont :
- le rajas est le principe de mouvement, d'activation; il est l'énergie qui meut la nature et jette l'homme dans la passion et la douleur, s'il s'identifie avec cette activation à double tranchant (dvandva).
- le tamas (ou les ténèbres) est tout ce qui concrétise, incarne, limite, aveugle et alourdit les êtres liés par la matière (Prakṛti), matière qui est insensible et inconsciente mais éternellement active dans son état manifesté.

Il y a donc un guna supérieur (sattva), un intermédiaire (rajas) et un inférieur (tamas). Mais cela ne signifie pas pour autant qu'il faille faire disparaître les deux attributs inférieurs dans la lumière de la qualité supérieure (sattva), car toujours dans le même chapitre, au verset 20, Arjuna indique que ces trois éléments doivent être dépassés (puisqu'ils sont à l'origine des corps et génèrent par conséquent les renaissances) : « Ayant dépassé les trois qualités qui produisent le corps, l'incorporé, délivré de la naissance, de la mort, de la vieillesse et de la douleur accède à l'immortel. »

## Sources
- N. Stchoupak L. Nitti, L. Renou, Dictionnaire sanskrit-français, Paris, Librairie d'Amérique et d'Orient, 1980 [1932].
- Sāṃkhya Kārikā d'Īśvarakṛṣṇa.